# Osiny (powiat siedlecki)
Osiny – wieś w Polsce położona w województwie mazowieckim, w powiecie siedleckim, w gminie Siedlce. Ma status sołectwa. Leży 9 km na wschód od centrum Siedlec. Przez Osiny przebiega droga gminna Grubale - Pruszyn-Pieńki.
Wierni Kościoła rzymskokatolickiego należą do parafii św. Mikołaja w Pruszynie.
W latach 1975–1998 miejscowość należała administracyjnie do województwa siedleckiego.